# 榛子镇
榛子镇，是中华人民共和国河北省唐山市滦州市下辖的一个乡镇级行政单位。
历史上，榛子镇与开平镇、稻地镇和倴城镇并称冀东四大名镇。明朝时，属乐亭县（时属滦州）。清朝时，榛子镇为滦州巡司驻地。

## 行政区划
榛子镇下辖以下地区：
宋家峪社区、小岗上社区、第一镇村、东平庄村、永信庄村、前铁村、北铁村、安乐庄村、朱官营村、东河南庄村、北河南庄村、西河南庄村、吴庄子村、杨家庄村、城后庄村、后甸子村、大岗上村、塔上村、南辛庄子村、晒甲岭村、南平庄村、相公庄村、前小寨村、北小寨村、黄家楼村、葛庄村、杜庄村、王家岭村、韩家哨村、渠里村、麻湾坨村、于家坨村、杏山村、上尤各庄村、西营村、北营村、东营村、小山子村、椅子山村、狼窝铺村、西新庄营村、周庄子村、白草洼村、西新立庄村、冯庄村、小贺庄子村、大贺庄子村、于家营村、石郎庄村、贾家营村、兴隆店子村、八里王官营村、棋盘村、赵庄子村、哑叭庄子村、朱郡寨村、北新庄子村、于家庄村、寺后头村、陈官营村和北山村。

## 交通
京哈铁路：狼窝铺站